# Knoten Pongau
Der Knoten Pongau (Exit 47) ist eine Autobahnanschlussstelle, die die Autobahn A10a an die Autobahn Tauern Autobahn (A10)  anbindet. Sie liegt im Salzburger Bezirk St. Johann im Pongau bei Bischofshofen.

## Funktion
Die Tauernautobahn Salzburg – Villach, eine der wichtigen Alpentransversalen, führt von Salzburg im Salzachtal südwärts, und wechselt dann über das Fritztal in das Salzburger Ennstal bei Radstadt, und führt dann durch den Tauerntunnel weiter südwärts. Dadurch ist sie auch die zentrale Regional-Anbindung der Salzburger Gebirgsgaue. Während Ennspongau und Lungau so auf der Autobahn gut erreichbar sind, sind oberer Salzachpongau und Pinzgau  über die gut ausgebaute B 311 Bischofshofen – Zell am See – Saalfelden – Lofer  erreichbar (dort auch eine Verbindung nach Salzburg über das Kleine deutsche Eck). Bei Bischofshofen, wo die Autobahn ins Fritztal biegt, ist sie schon über hundert Höhenmeter über den Talgrund gestiegen, der Knoten Pongau stellt über einen 7 Kilometer langen Autobahnzubringer (A10a) zur B 311 die Verbindung zurück ins Tal her, und bildet so auch die Ortsumfahrung von Bischofshofen. Gleichzeitig ist dort auch die Hochkönig Straße (B164) angebunden, die Gebirgsstraße über Dienten nach Saalfelden, und wenig entfernt die Salzachtal Straße (B159), die Ortsdurchfahrt durch Bischofshofen.

## Geschichte

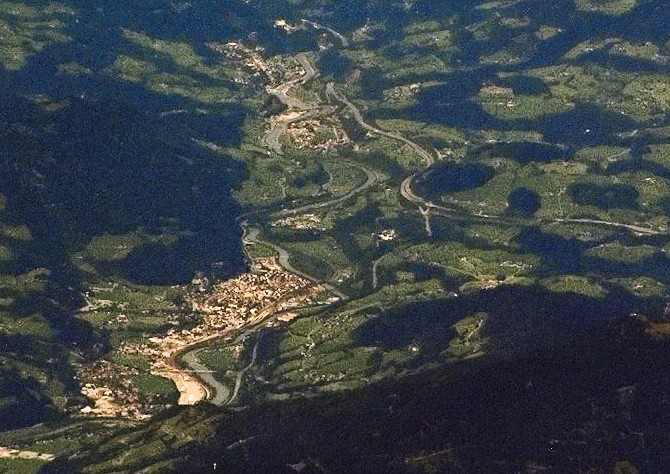
Blick im Salzachtal nordwärts bei Bischofshofen, vorn am rechten Talhang der Zubringer A10a, hinten und nach rechts in Fritztal laufend die A10

Übersicht über die ganze Anschlussstelle (A10a) (blau), links Bischofshofen

Die Tauernautobahn als Alpentransversale wurde schon im Netz der großdeutschen Reichsautobahnen geplant. 1941 begonnen, kam das Projekt im Krieg aber bald zum Erliegen, und wurde auch im Nachkriegsösterreich nicht weiterverfolgt, bis 1972 führte die Autobahn erst bis Golling vor dem Pass Lueg. In den 1960ern und 70ern eskalierte aber der Transit südosteuropäischer Gastarbeiter, die im Sommerurlaub von Nordwesteuropa aus ihre Heimat besuchten. Diese seinerzeit Gastarbeiterroute genannte saisonell extrem stau- und unfallbelastete Route musste die Salzachtalstraße durch den Pass Lueg und dann die Katschbergstraße durchs Fritztal benutzen. Der Weiterbau der Tauernautobahn wurde 1969 beschlossen, 1974/75 konnte die Scheitelstrecke mit Katschberg- und Tauerntunnel eröffnet werden, 1977 das Teilstück bis Werfen, und 1979 endlich das Baulos durchs Fritztal nach Eben.
Dadurch war zwar der Transitverkehr aus dem Ortswegenetz genommen, der gesamte Verkehr nach St. Johann im Pongau, ins Großarltal und ins Gasteinertal musste aber bei Werfen die Autobahn verlassen und Bischofshofen durchqueren. Außerdem sollte im Kalten Krieg aus neutralitätspolitischen Gründen die einzige halbwegs passfreie innerösterreichische Ost-West-Verbindung über das Salzachtal forciert werden, womit auch der Verkehr nach Zell am See und weiter nach Tirol zunahm. Erst 1986 konnte die UmfahrungstrasseA10a für Bischofshofen, von der Talschulter am Fritztal hinunter ins Salzachtal, in Betrieb genommen werden.
Der Abschnitt ist mit 6 Millionen Kfz/Jahr (2008, auf der Fortsetzung B 311) einer der meistbefahrenen des Bundeslandes.
Langfristig brachte die Umfahrung trotzdem keine wirkliche Entlastung für Bischofshofen, weil der stark zunehmende lokale Verkehr, dem der Umweg über den Knoten Pongau zu aufwändig ist, noch immer durch das Ortszentrum läuft. Schon 1998 war das Verkehrsaufkommen mit 14.000 Fahrzeugen täglich höher als vor Eröffnung der Umfahrung A10a.
Geplant war die Abfahrt von Anfang an (Bundesstraßengesetz von 1971) als Knoten, denn die B 311 sollte zur Pinzgauer Schnellstraße (S 11) ausgebaut werden, der Zubringer war eine Vorleistung für den dann nur in kurzen Stücken realisierten Plan. Der wurde 1986 endgültig verworfen. Anfangs noch als recht sicher beurteilt, erwies sich der Autobahnzubringer durch die Steigung und die sehr schmalen Fahrspuren als recht unfallträchtig. Hauptursachen waren überhöhte Geschwindigkeit im Begegnungsverkehr und Umkehrmanöver von Autolenkern. 2007 wurden dann die Richtungsfahrbahnen mit Betonmodulen getrennt und 80 km/h verordnet. Trotzdem ereigneten sich regelmäßig weitere schwere Unfälle. 2017 wurde der in der Verantwortung der Asfinag stehende Abschnitt (bis Bischofshofen-Süd) auf drei Spuren zurückgebaut und es wurden dickere Betonleitwände eingebaut, während der als Autostraße ausgeschilderte Teil weiterhin 4-spurig bleibt.

## Benennung und Aufbau

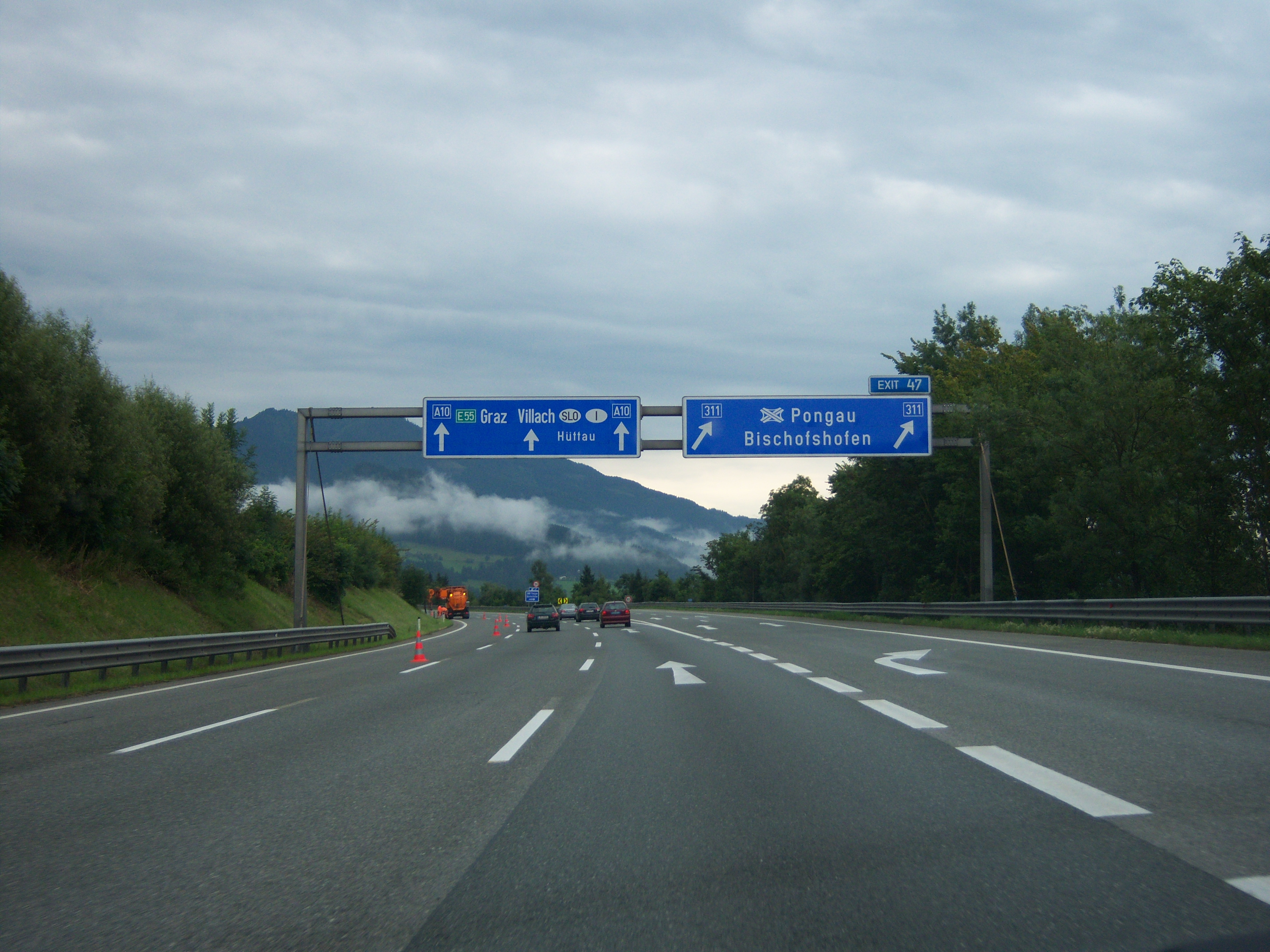
Ausfahrt Pongau/Bischofshofen, Fahrtrichtung Villach

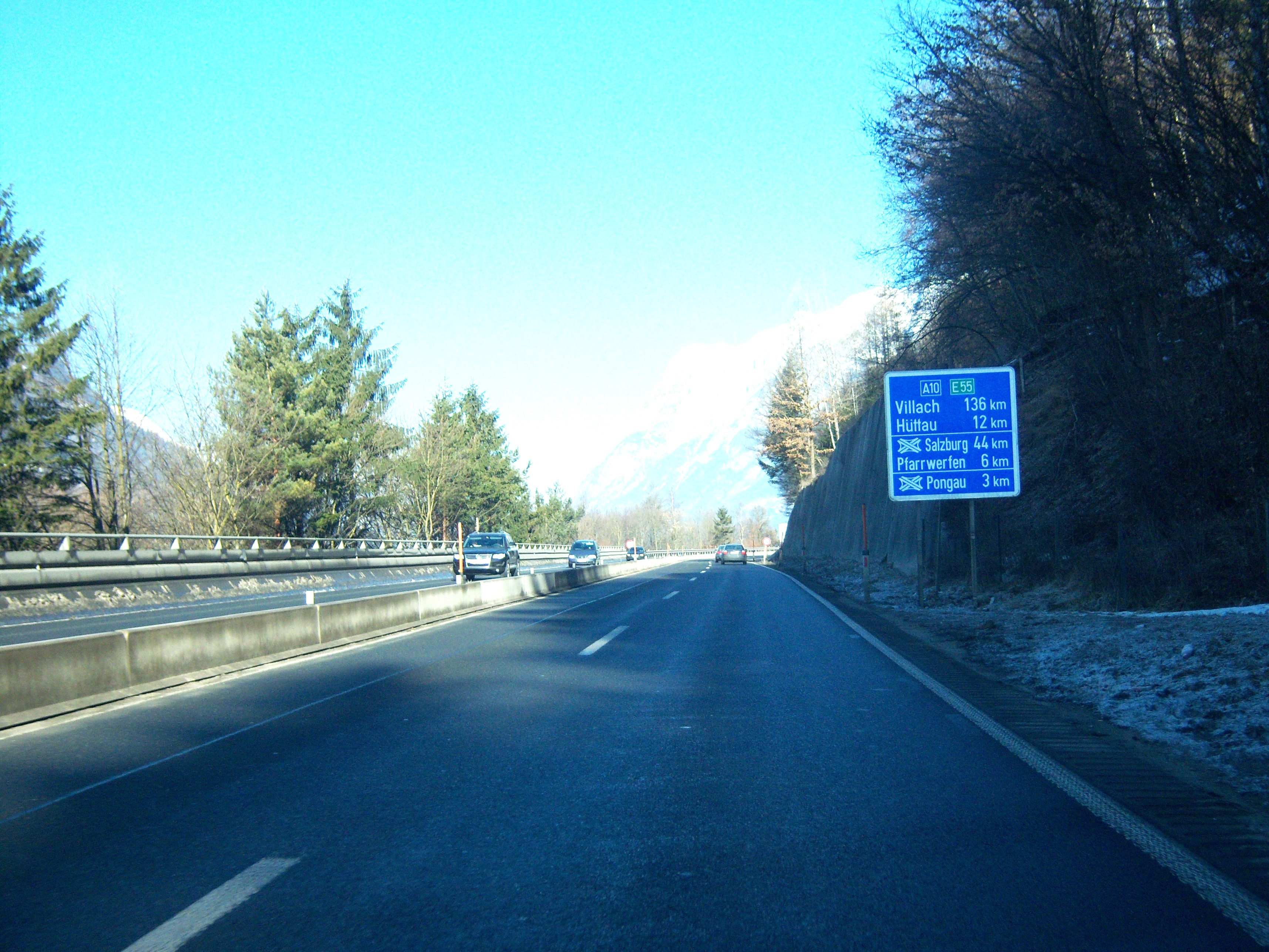
Am Zubringer, Fahrtrichtung Knoten (bergauf)

Ursprünglich war die Zubringerstraße Teil der B 311, der heutige Knoten die Anschlussstelle Bischofshofen. Mit der Übergabe der ehemaligen Bundesstraßen in Landesverwaltung (2002) wurde die Zubringerstraße ein nicht näher bezeichneter Teil der A10 (seit 2019 offiziell auch A10a genannt), blieb also in Verwaltung der Asfinag.
Seither ist die Anschlussstelle formal ein Autobahnknoten (Dreieck) der A10-Haupttrasse mit der A10-Zubringerrampe, die selbst wieder ein Anschlussdreieck mit zwei Überlandstraßen bildet. Außerdem ist auf dem Autobahnzubringer eine weitere Anschlussstelle errichtet, sodass er auch aus rechtlichen Gründen als Autobahn gelten muss.
Der Knoten ist im Prinzip ein Autobahndreieck üblicher Bauweise. Er liegt bei Ellmauthal (Katastralgemeinde Grub von Pfarrwerfen). Da an der Hangschulter zu wenig Platz ist, sind die Ein- und Ausfahrt nach und von Villach gut einen Kilometer weiterverschoben, Die Anbindung der Verbindungsrampen an den Autobahnzubringer erfolgt über ein Teilkleeblatt. Der relativ steil bergabführende Autobahnzubringer mündet am Südende von Bischofshofen (bei Buchberg) direkt in die B 311, die B 164, die unmittelbar danach die Salzach quert, ist dort über ein weiteres Halbkleeblatt angebunden (die eigentliche heutige Anschlussstelle Bischofshofen, ursprünglich Bischofshofen-Süd ⊙).
Dazwischen befindet sich noch die Anschlussstelle Sankt Rupert bei Kreuzberg (KG Winkl), die als Halbanschluss (Abfahrt vom und Auffahrt zum Knoten) den Norden von Bischofshofen und die Katschberg Straße (B99), die Überlandstraße durchs Fritztal, anbindet. Sie heißt nach dem Missionshaus St. Rupert unterhalb, früher wurde sie Bischofshofen-Nord genannt.
Der Autobahnzubringer wurde schnellstraßenartig jeweils zweispurig, aber ohne Richtungsfahrbahnen erstellt, später aber im Bereich, der A10a genannt wird auf drei Spuren zurückgebaut und man zog dickere Betontrennwände ein; südlich von Bischofshofen-Süd ist der Zubringer weiterhin vierspurig. Inzwischen gibt es eine bauliche Mitteltrennung mit Unterflurleuchten und modernen Rückstrahlern, die gesamte Rampe ist aus Sicherheitsgründen mit 80 km/h geschwindigkeitsbeschränkt. Der vierspurig-kreuzungsfreie Ausbau der B 311 erstreckt sich noch bis St. Johann, und ist als Schnellstraße ausgewiesen. Von Umfahrung Bischofshofen spricht man bis zur Einmündung der L 246 in die B 311, 2 Kilometer südlich der Anschlussstelle Bischofshofen.